# Викторианская литература

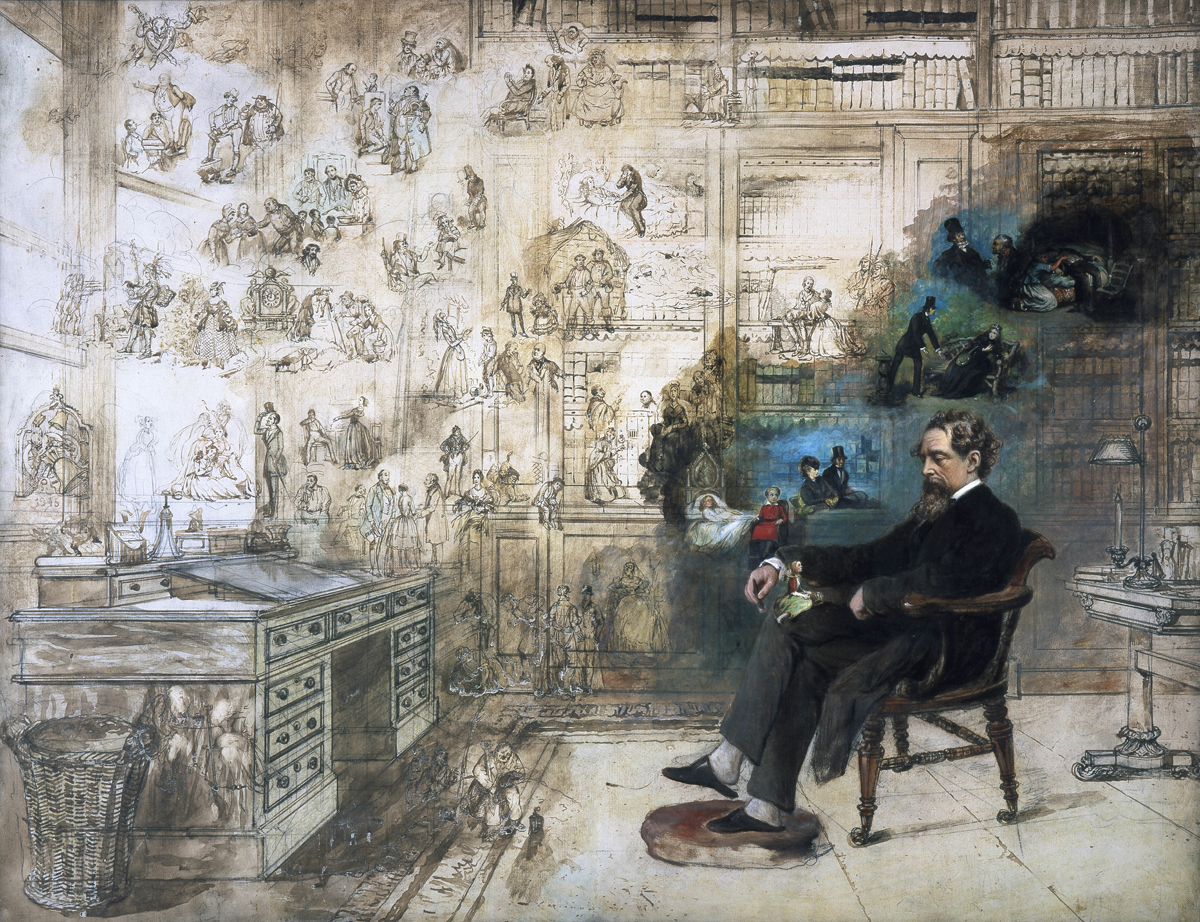
Диккенс воображает героев своего нового романа. Картина 1875 года.

Викторианская литература (англ. Victorian literature) — литературные произведения, созданные в Великобритании в викторианскую эпоху (1837—1901). В европейском контексте этот период соответствует эпохе критического реализма. Прямым продолжением викторианской была эдвардианская литература начала XX века.

## Реалистический роман

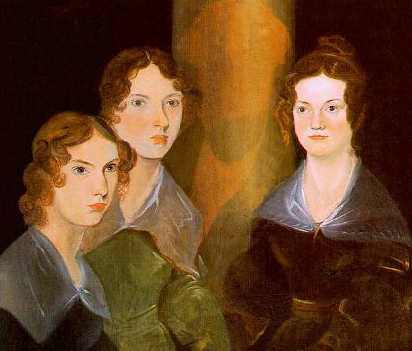
Наравне с мужчинами активнейшее участие в литературной жизни викторианской Англии принимали женщины

По мере того, как эстетика романтизма сменяется реалистической, а философский позитивизм вытесняет спекулятивные философские построения, на смену поэзии в качестве основной формы литературного самовыражения по всей Европе приходит длинная проза. В этом отношении Британия не была исключением. В 1840-е и особенно 1850-е годы наиболее востребованным жанром становится социальный роман с морализаторским уклоном.
Наиболее последовательно в этом жанре работали два крупнейших беллетриста викторианской эпохи — У. М. Теккерей, автор монументальной исторической сатиры «Ярмарка тщеславия», и особенно Чарльз Диккенс, любимый писатель самой королевы Виктории и самый читаемый автор викторианской Англии. Отличительные черты диккенсовских романов — живая, иногда несколько карикатурная обрисовка десятков и сотен персонажей, панорамный охват общества, некоторая рыхлость структуры, остросюжетность с оттенком сенсационности, обилие авторских отступлений, склонность к счастливым развязкам.
В тени Диккенса и Теккерея плодотворно работали многие другие талантливые беллетристы. Трагическое миросозерцание сестёр Бронте («Джейн Эйр», «Грозовой перевал», «Незнакомка из Уайлдфелл-Холла») наследует традициям романтизма начала века. Элизабет Гаскелл — приятельница и первый биограф Шарлотты Бронте — в собственных романах тяготела к социальной проблематике. Традиции бытописательного романа Джейн Остин продолжают семейные саги Э. Троллопа. Большой успех в своё время имели его же политические романы, равно как и трилогия о политиках за авторством будущего премьер-министра Дизраэли.

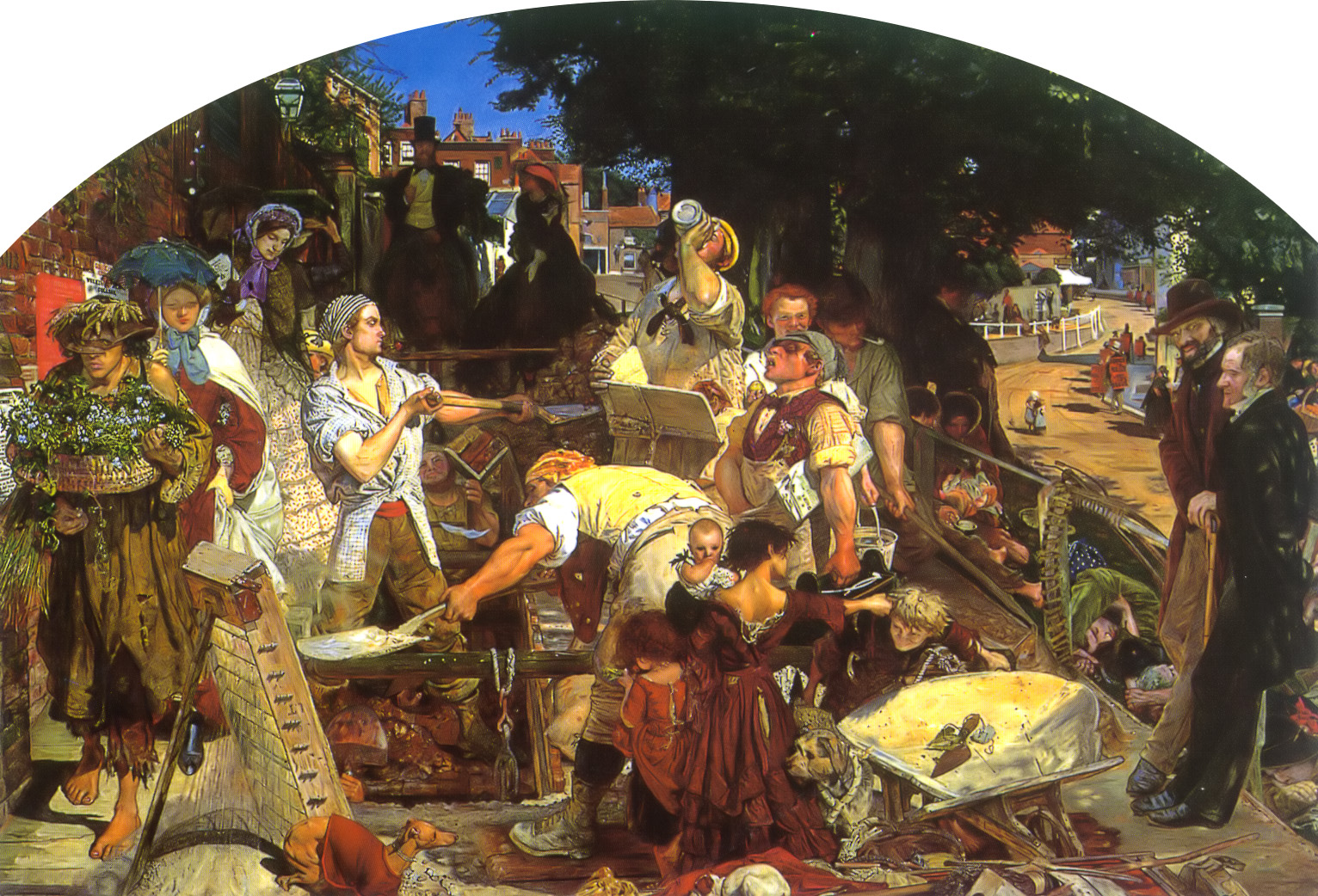
Сцена из городской жизни начала 1850-х

После смерти Диккенса в 1870 году на первый план выдвигаются мастера социального романа с позитивистским уклоном во главе с Джордж Элиот. Крайним пессимизмом проникнут цикл романов Томаса Харди о страстях, бушующих в душах обитателей полупатриархального Уэссекса. Джордж Мередит — мастер тонко психологизированной комедии в прозе. Ещё более изощрённый психологизм отличает сочинения Генри Джеймса, перебравшегося в Англию из-за океана.

## Другие формы прозы
Для первой половины викторианского периода характерен расцвет описательной и документальной прозы. Преклонением перед культурой прошлых лет проникнуты искусствоведческие и культурологические работы Джона Рёскина, Мэтью Арнольда, Уолтера Патера. «Трудный», вязкий слог описательной прозы Рёскина — значимый вклад в сокровищницу англоязычной стилистики, равно как и высокая риторика исторических сочинений Карлайля и Маколея. Высокой оценки современников удостоились богословские и автобиографические труды кардинала Ньюмена.
Во второй половине XIX века проза становится более разнообразной и демократичной. В этот период впервые оформляется как обособленное направление детская литература («Алиса в стране чудес» Льюиса Кэролла, «Принцесса и Гоблин» Джорджа Макдональда, «Остров сокровищ» Стивенсона). 
«Второе издание романтизма» порождает многочисленные сенсационно-бульварные (У. Коллинс, Э. Бульвер-Литтон), утопические (С. Батлер, У. Моррис) и приключенческие романы (Т. Майн Рид, Р. Л. Стивенсон, Г. Р. Хаггард). Развивается жанр исторического романа («Лорна Дун» Р. Д. Блэкмора, «Белый отряд» А. Конан Дойла).
Получает запоздалое развитие малая прозаическая форма (Г. Уэллс, Р. Киплинг), в том числе детективная (рассказы о Шерлоке Холмсе) и мистическая (рассказы о привидениях Ш. Ле Фаню). Благодаря росту грамотности рабочих и обилию «толстых» журналов вся эта многообразная литературная продукция находит благодарных читателей.

## Поэзия

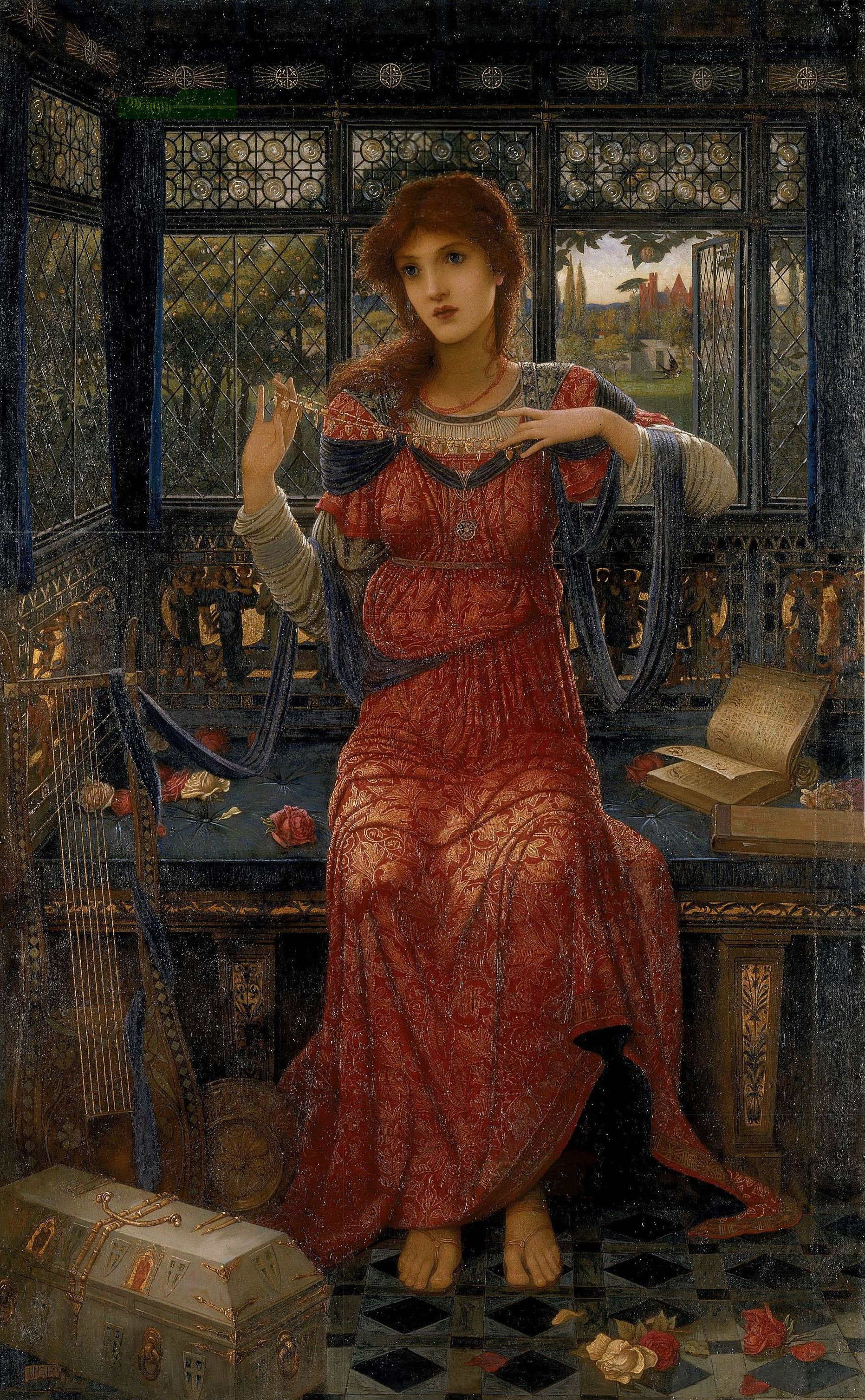
Многим поэтам-викторианцам, как и художникам-прерафаэлитам, свойственна сентиментальная идеализация средневекового прошлого

Официальным поэтом викторианской Англии считался лорд Теннисон, однако наиболее смелые с художественной точки зрения находки связаны с именем Роберта Браунинга, который довёл до совершенства введённую Теннисоном форму драматического монолога. По сложности синтаксиса, утончённости психологической разработки лирических героев, многообразию повествовательных ракурсов, широкому использованию выразительных возможностей подтекста поэзия Браунинга смыкается с реалистической прозой того времени.
Из поэтов более молодого поколения первое место принадлежит Харди, поэтическое дарование которого было в полной мере оценено уже в XX веке. Как заметил И. Бродский, в плане строфики и применяемых поэтических форм даже в XX веке не было поэта более разнообразного. Многие стихотворцы второй половины XIX века отдали дань идеалам прерафаэлитского движения (Д. Г. Россетти, У. Моррис, молодой У. Б. Йейтс). Стих Морриса и Суинберна, наследующий спенсеровской и китсовской традиции, предельно сладкозвучен и живописен.
Несколько в стороне от основного русла развития национальной поэзии стоят возвышенная философская лирика оксфордского профессора М. Арнольда и предмодернистский, во многом экспериментальный стих ирландского клирика Дж. М. Хопкинса.

## Юмористика
На протяжении всего викторианского периода большим успехом у читателей пользовались юмористическая проза («Записки Пиквикского клуба», «Трое в лодке, не считая собаки») и шуточные стихи, подчас с налётом бессмыслицы и абсурда (Льюис Кэрролл, Эдвард Лир). Они служили своеобразным противовесом морализаторству и практицизму викторианского общественного сознания. Комическая составляющая преобладает и в наиболее популярных пьесах, будь то комедия нравов («Как важно быть серьёзным» О. Уайлда) или фарс («Тётка Чарлея» Б. Томаса). Лишь на исходе викторианского периода намечается возрождение «серьёзной» английской драматургии (ранние пьесы Дж. Б. Шоу).